# 제올로지 군도

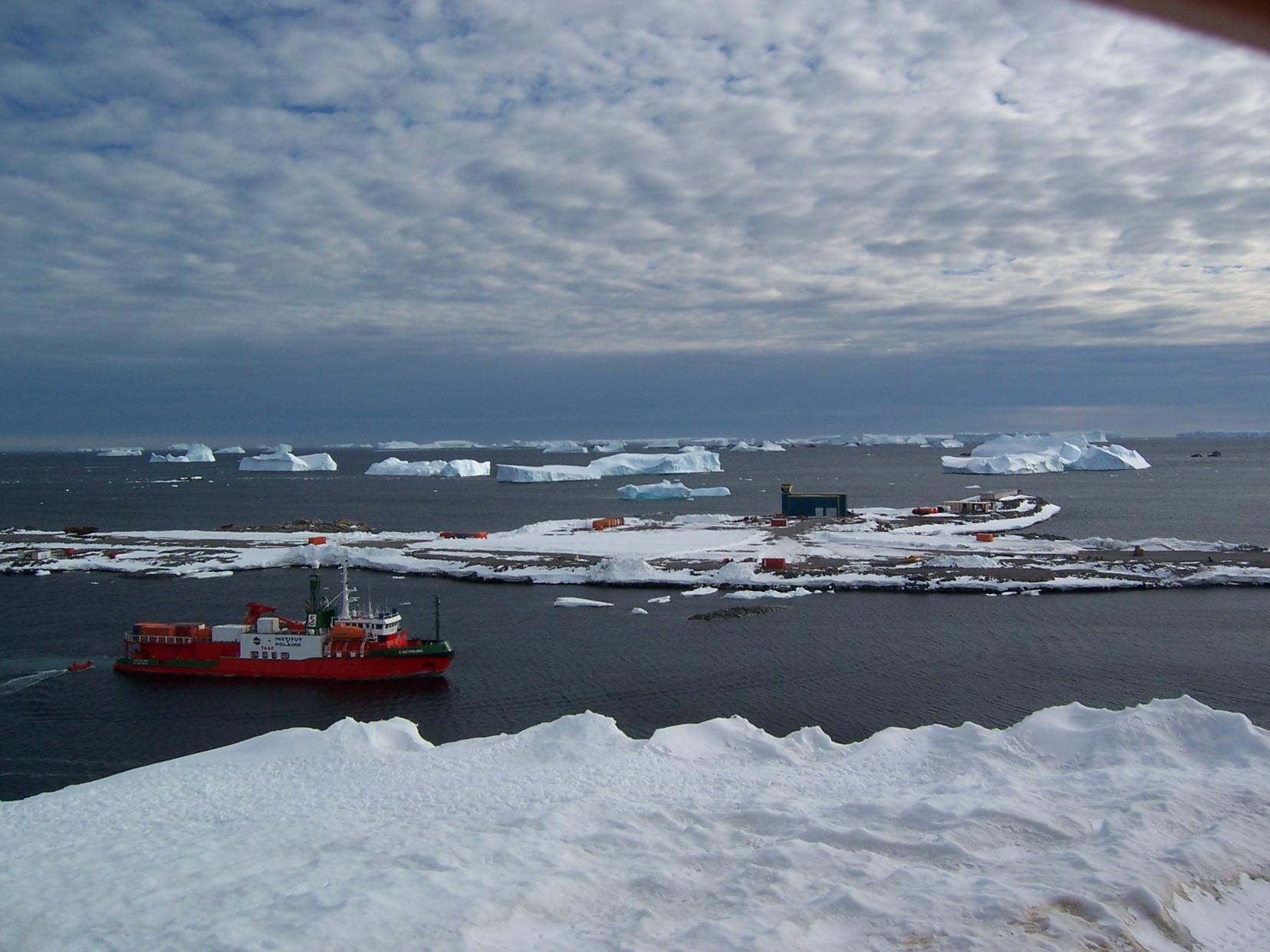
제올로지 군도의 전경

제올로지 군도(영어: Géologie Archipelago), 정식 명칭으로 푸앵트제올로지 군도(영어: Pointe Géologie Archipelago)는 남극 대륙 본토 제오데지곶과 아스트롤라베 빙설의 북쪽과 마주한 바위섬과 암초로 이루어진 조그만군도이다.
프랑스의 영유권 주장 권역인 아델리랜드 동쪽에 위치한 섬들로, 서쪽의 엘렌섬 (Helene)에서 동쪽의 뒤물랭 제도 (Dumoulin)까지를 아우른다.

## 역사
1840년 1월 22일 프랑스의 쥘 뒤몽 뒤르빌 선장이 이끄는 남극 원정대가 뒤물랭섬의 데바르크망 암초에 도달했다. 암석 표본을 채취한 이들은 남쪽 방면에 위치한 해안지형을 '푸앵트 제올로지' (Pointe Géologie, 제올로지곶)라고 명명하였다. 1946년~1947년 미 해군이 하이점프 작전을 통해 남극 일대의 항공 사진을 촬영하는 과정에서 그 일부가 담겼으며, 1950년~1952년에는 프랑스 남극 탐험대가 이 일대를 다시 조사하였다. 조사 이후 아스트롤라베 빙설 북쪽 일대의 군도를 '푸앵트제올로지 군도' (Archipel de Pointe Géologie)로 명명한다는 결정이 내려졌다.
1952년 페트렐섬에 황제 펭귄 서식지 연구를 위한 소형 연구기지가 건설되었으며 마레 기지 (Base Marret)로 명명하였다. 그런데 같은해 1952년 1월 23일 밤 프랑스의 본기지였던 포르 마르탱 (Port Martin)이 화재로 소실되면서 프랑스 연구원들은 1952년~1953년 월동기를 마레 기지에서 보냈다. 이후 새로운 본기지인 뒤몽 뒤르빌 기지를 페트렐섬에 건설하였다. 포르 마르탱으로부터 62km 떨어진 이곳은 1957년~1958년 남극 국제 지구물리 관측년을 앞두고 프랑스의 과학 연구 센터로서의 역할을 개시하기 위해 1956년 1월 12일에 문을 열었으며 현재까지 운영되고 있다.

## 환경 보호 구역
제올로지 군도의 남쪽~동쪽 중심부와 페트렐섬 인근의 장 로스트랑, 르 모강, 클로드 베르나르, 라마르크 제도, 봉 독퇴르 누나타크, 그밖에 해빙 사이의 황제펭귄 서식지들은 남극 육지 생태계를 대표하는 중요 지역임을 감안, 남극조약에 의거하여 남극 특별보호지역 (ASPA) 제120호로 지정되어 보호받고 있다.
뒤몽 뒤르빌 연구기지 인근에는 황제펭귄 서식지가 있는데, 이곳은 남극 전 대륙을 통틀어 약 30여곳에 불과한 황제펭귄 서식지 가운데 연구기지와 가장 가까운 곳이기도 하다. 황제펭귄 외에도 아델리펭귄, 흰풀마갈매기, 남방큰풀마갈매기, 비둘기바다제비 등도 서식하며, 웨델바다표범도 발견된다.
이 남극특별보호지역 제120호에 해당되는 37헥타르 (0.37km2) 면적의 보호구역은 버드라이프 인터내셔널의 중요조류보호지역 (IBA)로도 지정되었다. 2013년 기준으로 이곳에 서식하는 황제펭귄의 수는 약 3,600쌍 아델리펭귄은 약 54,000쌍으로 추산된다.